# Effet expérimentateur
L'effet expérimentateur a été mis en évidence par Robert Rosenthal dans le domaine de la psychologie. Il consiste en un biais affectant les résultats d'une expérimentation, ceux-ci validant les hypothèses internes, conscientes ou non, de l'expérimentateur.

## Applications de la notion
Cet effet a pu être mis en évidence dans plusieurs disciplines scientifiques : en psychologie, en éducation, en médecine et dans des expériences de pointe en sciences de la matière (les grands chercheurs obtenant des effets importants que leurs successeurs peinent à reproduire). Méthodologiquement, une parade utilisée consiste dans ce qu'on appelle l'expérimentation en double ou même triple aveugle.

## Parapsychologie
Par ailleurs, il s'agit d'une notion importante dans les débats actuels en parapsychologie, mais dans un sens étendu. Les hypothèses internes (ou croyances) de l'expérimentateur, mais également des participants et des observateurs proches ou lointains, semblent déterminer en grande partie les résultats, et cela de façon psi. On peut citer les expériences de dare-viewing menées par Wiseman & Schlitz (1997) qui, bien que suivant exactement le même protocole dans les mêmes conditions, ont mené à des résultats différents en fonction des convictions respectives des expérimentateurs. 
Une tentative récente de réplication par Wiseman & Watt (2002) de l'effet expérimentateur dans le cadre d'une expérience psi a échoué : sa pertinence dans le débat en parapsychologie reste donc à démontrer. Le problème étant fondamentalement que les parapsychologues invoquent l'effet expérimentateur de façon ad hoc afin d'empêcher toute réfutation du psi. Lorsqu'un sceptique obtient un résultat statistiquement non significatif (et qui donc apporte du poids à l'hypothèse de la non-existence du psi), les parapsychologues disent « Cela ne réfute pas l'existence du psi, c'est simplement que le sceptique inhibe la manifestation du psi... », ils emploient parfois le terme ondes négatives. Si personne ne met en doute l'existence des effets expérimentateurs en psychologie, c'est l'utilisation de la notion pour rendre encore plus irréfutable l'existence du psi qui est problématique.
Les parapsychologues expliquent l'effet expérimentateur en considérant que les croyances favorisent ou inhibent les manifestations du psi (effet expérimentateur psi), tandis que les sceptiques expliquent le même effet en considérant que les chercheurs qui considèrent le psi comme réel génèrent une atmosphère moins contrôlée, non consciemment, ce qui favorise l'apparition de biais, par exemple de fuite d'informations sensorielles, (effet expérimentateur classique).